# Ibn Tufayl
Abu Bakr Mohammed ben Abd-el-Malik ben Tufayl el-Qaïci, dit Ibn Tufayl (arabe : ابن طفيل), est un philosophe andalou, astronome, médecin, mathématicien, mutazilite et soufi,,. Il est né vers 1110 à Wadi-Asch, aujourd'hui Guadix, à une soixantaine de kilomètres de Grenade et est mort en 1185 à Marrakech. Il est également connu au Moyen Âge sous le nom d'Abubacer, transcription latine de son surnom Aboû Bekr,.

## Biographie
Ibn Tufayl exerce la médecine à Grenade, qui passe de la domination almoravide en 1090 à la domination almohade dès 1147,,, puis il est secrétaire provincial. Plus tard, il devient physicien du calife Abu Yaqub Yusuf à Marrakech et assume le rôle de protecteur d'Ibn Roshd (Averroès) qu'il encourage à commenter Aristote. Ibn Roshd décrit plus tard comment Ibn Tufayl l'encouragea dans cette entreprise :

« Aboû Bekr ben Thofaïl me fit appeler un jour et me dit : J’ai entendu aujourd’hui le Chef des Croyants se plaindre de l’obscurité du style d’Aristote ou de celui de ses traducteurs, et de la difficulté de comprendre ses doctrines. Si ces livres, disait-il, pouvaient rencontrer quelqu’un qui les commente et qui en expose le sens après l’avoir bien compris, on aurait alors par où les saisir! [Ibn Thofaïl ajouta ] : Si tu as assez de force pour un tel travail, entreprends-le. Je compte que tu en viendras à bout; car je connais ta haute intelligence, ta lucidité d’esprit, ta grande ardeur au travail. Ce qui m’empêche de m’en charger, c’est le grand âge où tu me vois arrivé et aussi les occupations que ma fonction et mes soins m’imposent, sans parler de préoccupations plus graves. »

Auteur de l’Œuvre médicale et philosophique, où l'on discerne l'influence de l'encyclopédie du Xe siècle des Ikhwan al-Safa (Frères de la sincérité, en arabe), Ibn Tufayl est surtout connu pour son récit philosophique, Hayy ibn Yaqdhan connu en français sous le titre L'Éveillé ou Le Philosophe autodidacte.

## Hayy ibn Yaqdhan

### Histoire
Hayy ibn Yaqdhan est un traité philosophique et mystique, qui s'appuie sur la pensée d'Avicenne et le soufisme, sous forme de roman allégorique. Le livre est également fortement ancré dans la pensée néoplatonicienne et aristotélicienne.
Le livre met en scène un enfant, vivant seul sur une île déserte au niveau de l’équateur. Cet enfant qui n'a ni père ni mère connus est élevé par une gazelle. Il s'éveille seul à la connaissance du monde, puis à la connaissance de Dieu. Hayy va finalement entrer en contact avec la civilisation et la religion « codifiée » quand il rencontre un naufragé nommé Absâl. Il découvre alors certains signes extérieurs de la religion auxquels il adhère car il les juge cohérents avec son intuition-conscience du divin. Toutefois, bien qu'il reconnaisse que beaucoup de codes sont nécessaires pour la majorité, afin qu'ils puissent avoir une vie décente, il pense surtout que cette société est enfermée dans son dogmatisme et manque d'ouverture pour une véritable quête du divin. Il finit alors par quitter la société pour retourner sur son île avec son ami Absal et s’échapper de toute distraction.
Hayy ibn Yaqdhan est écrit comme une réponse à l'Incohérence des philosophes d'Al-Ghazâlî. Au XIIIe siècle, Ibn Nafis écrit Al-Risalah al-Kamiliyyah fil Siera al-Nabawiyyah (connu sous le nom Theologus Autodidactus en Occident) comme une réponse au Hayy ibn Yaqdhan (Philosophus Autodidactus) d'Ibn Tufayl. Le titre du récit et l'argument de l'histoire reprennent une œuvre d'Avicenne dans un esprit différent[réf. nécessaire].

### Portée et influence
Hayy ibn Yaqdhan a eu une grande influence sur la littérature arabe et européenne au point de devenir un best-seller en Europe occidentale du XVIIe au XVIIIe siècle,. Ce travail a également eu une influence profonde à la fois sur la philosophie islamique et la philosophie moderne occidentale. Il devient même « un des plus importants livres à préfigurer la révolution scientifique et le siècle des Lumières », et les pensées véhiculées dans ce livre se retrouvent à différents degrés dans les travaux de Thomas Hobbes, John Locke, Isaac Newton et Emmanuel Kant.
À travers Hayy ibn Yaqdhan, Ibn Tufayl est le premier à introduire dans la pensée philosophique les concepts d'autoformation et surtout de tabula rasa.
La première traduction latine date de 1671 et a pour titre Philosophus Autodidactus. Elle fut écrite par Edward Pocock (le jeune). La première traduction anglaise date de 1708 par Simon Ockley et la traduction française est celle de Léon Gauthier datant de 1900.